# Vasárnapi Ujság (ziar, 1854–1921)
Vasárnapi Ujság (în traducere română „Ziarul de duminică”) a fost un săptămânal de popularizare a științei care a apărut în perioada 1854–1921. A fost un ziar maghiar popular, care își propunea să cultive spiritul național, limba maghiară și toate tipurile de cunoștințe publice. Printre scriitori de mare succes din ziare săptămânale de forgatói stilou cele mai populare epoca lui, un proeminent oameni de știință maghiari incluse. Aici au colaborat prestigioși scriitori și oameni de știință maghiari ai vremii.
Gustav Heckenast, în calitate de proprietar al publicației, a lansat ziarul în martie 1854. Subiectul principal al ziarului l-a constituit din 1855 până în 1867 știrile politice. Afacerea înfloritoare a lui Heckenast a fost vândută în 1873 companiei nou-înființate Franklin Társulatnak. Începând de atunci, Franklin a lansat revista săptămânal. Numele ziarului - Vasárnapi Ujság - provine de la numele unui ziar cu un concept asemănător, lansat la Cluj înainte de 1848 de Sámuel Brassai.

## Colecția digitală
Colecția completă a ziarului este disponibilă gratuit online în format HTML și PDF în Arhiva electronică a periodicelor.

## Editori responsabili
- 1854-1867: Albert Pákh
- 1855-1856: Mór Jókai, temporar, cât timp a fost bolnav Albert Pákh[2]
- 1867: Gusztáv Heckenast (temporar)
- 1867-1905: Miklós Nagy
- 1905-1921: Pál Hoitsy

## Cei mai cunoscuți colaboratori
Mór Jókai, Pál Gyulai, Sámuel Brassai, János Arany, Mihály Tompa, Miklós Szemere, Károly Szász, János Vajda, Arnold Ipolyi, Flóris Rómer, Ármin Vambery, Ferenc Salamon, István Szilágyi, Károly Szabó, Gyula Pauer, Nagy Iván, Kálmán Thaly, Károly P. Szathmáry, Károly Zilahy, Zsolt Beöthy, Albert Kenessey, Gusztáv Kelety, József Szinnyei, Ottó Herman, Endre György, István Cseresnyés, Zsigmond Pollák.

## Legături externe
Materiale media legate de Vasárnapi Ujság la Wikimedia Commons
- http://www.mtak.hu/download/2009_06_vasarnapi_ujsag.pdf.
- A Vasárnapi Ujság és a fotográfia kapcsolata, fotomuzeum.hu
- Orosz Noémi: A Vasárnapi Ujság (1854-1921) története Arhivat în 20 ianuarie 2013, la Wayback Machine., dea.unideb.hu